# Генеративная лингвистика
Генерати́вная лингви́стика (трансформационная порождающая грамматика, трансформационно-генеративная грамматика, хомскианская лингвистика, генеративизм) — направление в современном мировом языкознании, получило распространение с конца 1950-х годов, основоположник — Ноам Хомский (США). Эта теория считает вопросом лингвистики изучение гипотетической врождённой структуры языка. В 1960—1990-е годы генеративизм являлся наиболее влиятельным подходом в лингвистике.
В центре внимания генеративной лингвистики находится теория грамматики, но она оказала определяющее влияние также на многие направления в фонологии, семантике, психолингвистике и философии языка. Основными оппонентами её выступают сторонники функциональной и когнитивной лингвистики. Описательные методы генеративной лингвистики оказали влияние на развитие формальных направлений в советском языкознании 1960-х годов; влияние её на российскую лингвистику несколько усилилось начиная со второй половины 1990-х годов, хотя в России позиции сторонников функциональной и когнитивной лингвистики традиционно являются более прочными (в этом отношении с Россией сходны такие страны, как Австралия или Франция, где достаточно сильно влияние независимых национальных научных школ).

## Предпосылки
Цель лингвистической теории, по Хомскому, заключается в том, чтобы объяснить факт поразительно быстрого усвоения родного языка ребёнком на основе явно недостаточного внешнего стимула, то есть той информации, которая может быть извлечена из речи окружающих. В основе языковой способности человека лежит врождённый биологически обусловленный компонент, который определяет основные параметры человеческого мышления и, в частности, структуру языкового знания. При взаимодействии врождённого компонента, общего у всех людей, и внешнего стимула (конкретного языка, на котором говорят окружающие, — английского, русского, китайского и т. д.) у ребёнка формируется полноценное владение своим родным языком — процесс, который, по Хомскому, представляет собой частный случай роста живых организмов. В последнее время Хомский упоминает и третий фактор — свойства, которые объединяют язык с другими биологическими и когнитивными системами (например, принцип, согласно которому при построении сложных единиц из простых структура простых единиц не видоизменяется).
Генеративисты пытаются построить модель языка, позволяющую не только описывать язык, но и описывать правила порождения предложений на этом языке. Из моделей для отдельных языков делаются выводы об устройстве языка как такового.
Хомский также различает компетенцию (competence) и исполнение (performance), где первое обозначает умение носителя говорить на своём языке. Именно компетенция и составляет предмет изучения генеративной лингвистики.

## Направления генеративной лингвистики
Существует множество подходов, объединяемых названием «генеративная лингвистика»:
- Трансформационные грамматики (TG)
  - Стандартная теория (ST)
  - Расширенная стандартная теория (EST)
  - Пересмотренная расширенная стандартная теория (REST)
  - Теория принципов и параметров (P&P)
    - Теория управления и связывания (GB) (en)
    - Минималистская программа (MP)
- Одноуровневые (не трансформационные) грамматики
  - Реляционная грамматика (RG)
  - Лексико-функциональная грамматика (LFG)
  - Грамматика обобщённой фазовой структуры (GSPG)
  - Head-driven Phase Structure Grammar (HPSG)
  - Категориальная грамматика (CG)
  - Грамматика сложения деревьев (TAG)
  - Теория оптимальности (OT)

### История развития генеративной лингвистики, связанной с Хомским
С момента своего зарождения в 1957 году в книге Н. Хомского «Синтаксические структуры», генеративная лингвистика сильно изменилась:

#### Стандартная теория

Дерево, представляющее структуру известного предложения «Colorless green ideas sleep furiously» («Бесцветные зелёные идеи спят яростно»)

Ключевым нововведением первой версии генеративизма является противопоставление глубинной и поверхностной структур, связанных друг с другом трансформационными правилами. Например правило {\displaystyle X\ N\!P\ A\!U\!X\ Y\rightarrow X\ A\!U\!X\ N\!P\ Y} даёт нам инверсию подлежащего и вспомогательного глагола в вопросе: «John has eaten all tomatoes» → «Has John eaten all tomatoes?».

Представление предложения в ранней X'-теории

#### Расширенная стандартная теория
Так называемая расширенная стандартная теория принесла важное нововведения в теорию Хомского: X’-теорию.
До неё все синтаксические правила были очень общими и формулировались отдельно для разных частей речи. X'-теория же постулирует три правила, по которым порождаются предложения: правила спецификатора, адъюнкта и комплемента (порядок для комплемента и спецификатора в любом языке считается одинаковым, таким образом, языки делятся на право- и левоветвящиеся) :
{\displaystyle X\!P\rightarrow Z\!PX'/X'Z\!P\ (specifier\ rule)}
{\displaystyle X'\rightarrow (Y\!P_{1})X(Y\!P_{2})\ (adjunct\ rule)}
{\displaystyle X'\rightarrow Y\!P\ X/X\ Y\!P\ (complement\ rule)}

#### Пересмотренная расширенная стандартная теория

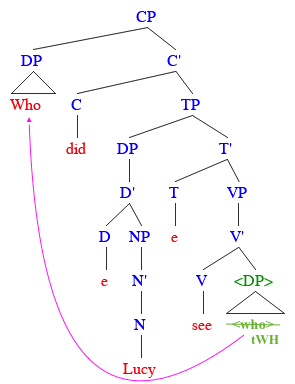
Передвижение дополнения в начало вопросительного предложения. t — «след» от движения

В этом варианте появилось три нововведения:
- Ограничения, накладываемые на X'-теорию, разработанные американским лингвистом Рэем Джекендоффом.
- Предположение наличия комплементатора, вершины, которая выше всего в предложении. Непустыми комплементаторами считаются, например, союзы как английское that[5]. Соединяясь с предложениями, они образуют предложение, обозначаемое CP. В изъявительных предложениях английского (и не только) языка считается, что комплементатор нулевой.
- Move α. Правило, позволяющее передвигать составляющие в дереве. Например, wh-movement в английском языке[5] (Bill helped Susy → Whom did Bill help?).

#### Теория управления и связывания
В теории управления и связывания были сформулированы основные принципы теории связывания (которые, однако, критикуются и уже подверглись изменениям со стороны таких лингвистов, как Таня Рейнхарт). Теория связывание отвечает на вопросы распределения местоимений (например, он) и анафор (например, себя). Почему, скажем, нельзя, чтобы в предложении «John shaved him» John и him относились к одному и тому же индивиду? Теория управления же занимается такими вопросами, как присвоение падежа.

#### Теория принципов и параметров
В теории предполагается, что всё языковое разнообразие в синтаксисе происходит из-за различных параметров в правилах, составляющих универсальную грамматику, называемых принципами. Например, принцип pro-drop. Часть языков позволяет «опустить» подлежащее, выраженное местоимением. («Veni, vidi, vici», но «I came, I saw, I won»).
В этой теории считается, что:
- Грамматика состоит из различных модулей: постулируются отдельные теории падежа, связывания и так далее.
- Язык можно представить в виде так называемой «модели перевернутой Y». Сначала порождается D-структура, в которой происходит выбор слов из лексикона и присваивание тета-ролей. Затем, происходит открытая часть движений, что приводит к S-структуре. Потом S-структура направляется в фонологическую форму (PF) посредством процесса озвучивания (Spell-Out) и в логическую форму (LF) посредством скрытой части движений. Все движения считаются универсальными, однако открыты они или скрыты, зависит от языка.

#### Минималистская программа
В своей книге 1995 года «Минималистская программа» Ноам Хомский ставит два вопроса, которые считает основными вопросами лингвистики:
1. Что такое язык?
2. Почему он такой? Почему у него именно такие свойства, какие у него есть?

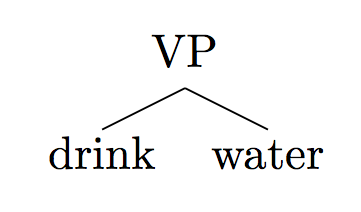
Пример простой группы

Хомский предполагает, что вычислительная система языка минимальна, поэтому стоит избавляться от «ненужного» в лингвистической науке, например, от D- и S-структур, оставляя лишь «интерфейсы» языка, сенсорномоторный (соответствующий PF в Y-модели) и концептуально-интерпретационный (соответствующий LF в Y-модели). Хомский оставляет только две синтаксические операции: Merge и Agree. Merge соединяет две структуры, Agree же отвечает за согласование, ключевой элемент грамматики.
Упрощению также подлежит структура синтаксических единиц. X'-теория заменяется на теорию простых групп (Bare Phase Structure Theory).
Важным нововведением минимализма является замена правила Move α на Attract F, согласно которому передвижение может быть только тогда, когда оно смотивировано каким-либо требованием вершины (например, вершина T требует передвижения именных признаков (лицо, число, род) в свой спецификатор).
На языковую способность накладывается два ограничения:
- Принцип крайнего случая (Last Resort): движение может происходить тогда и только тогда, когда без него получившаяся структура будет не соответствовать правилам.
- Принцип лени (Procrastinate): все возможные действия откладываются «на потом». Если движение можно совершить скрыто, оно будет совершено скрыто.

## Учебная литература
- Митренина О.В., Романова Е.Е., Слюсарь Н.А. Введение в генеративную грамматику. — URSS, 2012. — 376 с.
- Carnie A. Syntax: a generative introduction (3rd edition). — Wiley. — 2012.